# تأثير دانينغ-كروجر

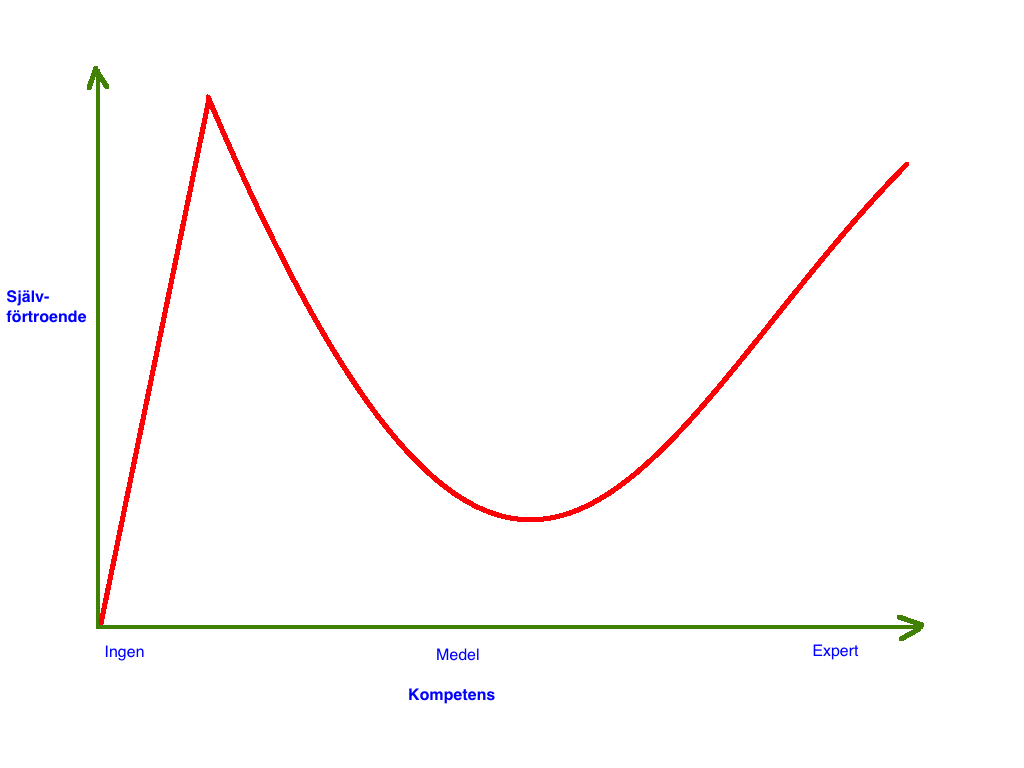
مخطط تأثير دانينغ كروغر، يوضح العلاقة بين الثقة بالنفسة، الخبرة، مع الزمن.

تأثير دانينغ-كروجر (بالإنجليزية: Dunning - Kruger effect) هو انحياز معرفي يشير إلى ميل الأشخاص غير المؤهلين للمبالغة في تقدير مهاراتهم بسبب عدم قدرتهم على التنافس والمعرفة والتفريق بين الشخص الكفء وغير الكفء أو يعانون من وهم التفوق. مبالغين في قدراتهم المعرفية بشكل يجعلها تبدو أكبر مما هي عليه في الحقيقة، وينتج التحيز المعرفي لوهم التفوق من انعدام قدرة هؤلاء الأشخاص على إدراك الإدراك، فبدون إدراك الذات لا يُمكن لهؤلاء الأشخاص أن يقيموا ذواتهم بشكل عادل.
كما وصفه عالمي النفس الاجتماعي ديفيد دونينغ وجوستن كروجر، فإن التحيز المعرفي لوهم التفوق ينتج من وهم داخلي في الأشخاص ذوي القدرة المنخفضة، ومن سوء فهم خارجي في الأشخاص ذوي القدرة العالية. أي أن «سوء تقدير الشخص المنخفض الكفائة ينبع من خطأ في رؤية الذات، في حين أن سوء تقدير الشخص ذوي الكفاءة العالية ينبع من خطأ في رؤية الآخرين».
على العكس من ذلك، فإنه يمكن لفرد ذو الكفاءة العالية أن يفترض خطأ أن مهام معينة سهلة الأداء بالنسبة له، وبالتالي فهي أيضا سهلة الأداء بالنسبة للأشخاص الآخرين، أو أن الآخرين سيكون لديهم قدر من الفهم الجيد لموضوعات معينة مماثلا لقدر فهم الشخص ذو الكفاءة العالية، باختصار يشعر الشخص أن القيام بمهمة معينة أمرا سهلا لأن المهمة ذاتها سهلة وبالتالي فهي سهلة على الجميع.

## التعريف
في عام 2011، كتب دايفيد عن ملاحظاته في أن الأشخاص الذين يعانون من عيب كبير وقابل للقياس في معرفتهم أو خبرتهم يفتقرون إلى القدرة على التعرف على هذه العيوب، وبالتالي، على الرغم من احتمال ارتكاب خطأ بعد خطأ، يميلون إلى الاعتقاد بأنهم يؤدون أدائهم بكفاءة عندما لا يفعلون ذلك. باختصار، ينبغي على أولئك الذين لا يتمتعون بالكفاءة أن يكون لديهم نظرة ثاقبة حول عدم أهليتهم، وهو تأكيد أصبح معروفًا باسم تأثير دانينج-كروجر.

## الدراسة الأصلية
تم تحديد ظاهرة التفوق الوهمي على أنها شكل من أشكال التحيز المعرفي في دراسة كروجر ودونينغ في عام 1999، وكان التعريف المستمدة من التحيز المعرفي واضح بشكل كبير في القضية الجنائية لمكارثر ويلر، الذي سرق البنوك ووجهه مغطى بعصير الليمون، الذي كان يعتقد أنه سيجعله غير مرئي لكاميرات المراقبة. واستند هذا الاعتقاد على سوء فهمه للخصائص الكيميائية لعصير الليمون كحبر سري.
تشير التحقيقات الأخرى في هذه الظاهرة، مثل «لماذا فشل الناس في التعرف على عدم كفائتهم» (2003)، إلى أن التقييم الذاتي غير الصحيح للكفاءة ينبع من جهل الشخص بمعايير أداء معينة. وظهر نمط المبالغة في تقدير الكفاءة في دراسات قراءة الفهم، وممارسة الطب، وتشغيل السيارات الآلية، ولعب ألعاب مثل الشطرنج والتنس. وتشير أبحاث دانينغ وكروغر أيضا إلى أن التدريب في مهمة، مثل حل اللغز المنطقي، يزيد من قدرة الناس على التقييم الدقيق لمدى كفائتهم.
وصف دانينغ تأثير دانينغ كروجر بأنه «أنوسونوسيا للحياة اليومية»، مشيرا للحالة التي يُنكر فيها الشخص المعاق إعاقتهأ أو يبدو غير مدركا لوجود هذه الإعاقة. وقال: «إذا كنت غير كفء، لا يمكنك أن تعرف أنك غير كفء... فالمهارات التي تحتاجها لتتوصل للجواب الصحيح هي بالضبط المهارات التي تحتاجها لتعرف ما هو الجواب الصحيح».

## دراسات متتالية
اختبر دانينغ وكروجر فرضيات التحيز المعرفي للتفوق الوهمي على طلاب المرحلة الجامعية من المقررات التمهيدية في علم النفس، من خلال دراسة التقييم الذاتي للطلاب لمهاراتهم الفكرية في التفكير المنطقي (الاستقرائي، الاستنباطي، الاحتمالي)، وقواعد اللغة الإنجليزية، وحس الفكاهة. وبعد تعلم درجاتهم للتقييم الذاتي، طُلب من الطلاب تقدير رتبتهم في صف علم النفس. فقامت مجموعة الطلاب الأكفاء بالتقليل من رتبهم في الصف، في حين أن مجموعة الطلاب غير الأكفاء قد بالغوا في تقدير رتبهم؛ إلا أن الرتب التي قدروها لم تكن أعلى من الرتب التي قدرها الطلاب الأكفاء. في أربع دراسات، أشار البحث إلى أن المشاركين في الدراسة والذين احتلوا الربع الأخير (السفلي) في نتائج اختبارات حس الفكاهة، ومعرفة القواعد، والتفكير المنطقي قد بالغوا في تقدير أدائهم التجريبي وقدراتهم؛ على الرغم من درجات الاختبار التي وضعتهم في المراكز الأخيرة.
علاوة على ذلك، فقد مال الطلاب الأكفاء إلى التقليل من شأن كفاءتهم الخاصة، لأنهم يفترضون خطأ أن المهام التي يسهل عليهم أداءها هي أيضا سهلة لأداء بالنسبة للأشخاص الآخرين. كما أظهر الطلاب غير الأكفاء تحسنا في قدرتهم على تقدير رتبتهم في الصف بشكل جيد وذلك بعد تلقيهم دروس خصوصية في المهارات التي كانوا يفتقرون إليها في السابق، بغض النظر عن أي تحسن موضوعي تم اكتسابه في مهارات الإدراك المذكورة. وقامت دراسة "قراءة العقل وإدراك الإدراك: النرجسية، وليس الكفاءة الفعلية، هي من تتوقع القدرة المحددة ذاتيا (2004) بتمديد فرضية تحيز الإدراك لوهم التفوق من أجل اختبار حساسية الأفراد العاطفية تجاه الآخرين وتصوراتهم عن الأشخاص الآخرين.
وأظهرت دراسة «كيف أن التأثيرات المزمنة للرؤية الذاتية تحدد الأداء» تحول في وجهة نظر المشاركين عن أنفسهم عند تأثرهم بالإشارات الخارجية. فقد تم اختبار معرفة المشاركين بالجغرافيا. كان القصد من بعض الاختبارات هو التأثير الإيجابي على رؤية المشاركين لذواتهم وبعضها يهدف إلى التأثير السلبي. ثم طُلب منهم تقييم أدائهم؛ فأفاد المشاركين ذوي الاختبارات الإيجابية بأداء أفضل من المشاركين ذوي الاختبارات السلبية.

## الاختلافات الثقافية في إدراك الذات
جرت دراسات تأثير دانينغ كروجر عادة في أمريكا الشمالية، ولكن دراسات الشعب الياباني تشير إلى أن القوى الثقافية لها دور في حدوث التأثير. وأشارت دراسة «العواقب التبعية للنجاح والفشل في اليابان وأمريكا الشمالية: تحقيق في دوافع التحسن الذاتي وطواعية طبائع البشر»(2001) إلى أن أفراد الشعب الياباني يميلون إلى التقليل من قدراتهم، ويميلون إلى رؤية التحصيل الأدنى (الفشل) كفرصة لتحسين قدراتهم في مهمة معينة، وبالتالي زيادة قيمتهم بالنسبة للمجموعة الاجتماعية.

## الإقرار الشعبي
في عام 2000، منح كروجر ودانينغ جائزة إيغ نوبل، في اقرار هجائي للعمل العلمي المسجل في «تقريرهم المتواضع».
وأغنية دانينغ كروجر هي جزء من دار الأوبرا ناقصة الأهلية، وهي عبارة عن مسرح أوبرا صغير تم عرضه لأول مرة في حفل توزيع جوائز إيغ نوبل في عام 2017. وقد وُصفت الأوبرا المصغرة بأنها «لقاء موسيقي مع مبدأ بيتر وتأثير دانينغ كروجر».

## سوابق تاريخية
على الرغم من أن تأثير دانينغ كروجر تم صياغته في عام 1999، إلا ان التحيز المعرفي وهم تفوق كان معروفا على مر التاريخ، والذي حدده المثقفون، مثل:
- الفيلسوف كونفوشيوس (551-479 قبل الميلاد)، الذي قال: «المعرفة الحقيقية هي معرفة مدى جهل الفرد»
- الفيلسوف سقراط (470-399 قبل الميلاد)، الذي فسر نبوءة أوراكل الدلفي أنه كان حكيما على الرغم من الشعور بأنه لم يفهم تماما أي شيء، وحكمة علمه أنه لا يعرف شيئا
- الكاتب المسرحي ويليام شكسبير (1564-1616)، الذي قال: «الأحمق (دوث) يعتقد أنه حكيم، ولكن الرجل الحكيم يعرف نفسه بكونه أحمقا» (كما تشاء)
- عالم الطبيعة تشارلز داروين (1809-1882)، الذي قال: «الجهل في كثير من الأحيان يولد الثقة أكثر مما تفعل المعرفة»
- المتنبي الشاعر العباسي المولود سنة 303 هجري بالكوفة والمتوفي في بغداد سنة 354 هجري قال: «ذو العقل يشقى في النعيم بعقله وأخو الجهالة في الشقاوة ينعم».